# 김정순
김정순(생년 미상 ~ )은 조선민주주의인민공화국의 정치인이다. 최고인민회의 상임위원회 위원 겸 당중앙위원회 후보위원이다.

## 경력
2014년 2월 조선민주여성동맹 중앙위원회 위원장으로 선출되었고 4월에는 최고인민회의 상임위원회 위원에 선출되었다. 2016년 5월, 조선로동당 제7차 대회에서 조선로동당 중앙위원회 후보위원으로 선출되었다. 2016년 7월 조선반도의 평화와 자주통일을 위한 북·남·해외 제정당·단체·개별인사들의 연석회의 북측준비위원회에서 부위원장을 맡았다. 이듬해 2월 조선사회주의여성동맹으로 명칭이 변경된 조선민주동맹 중앙위원회 위원장에서 물러났다.

## 최고인민회의 대의원
2014년 3월 최고인민회의 제13기 대의원으로 선출되었다.